# Central de Información Financiera
Die Central de Información Financiera (CIFIN) ist eine kolumbianische Kreditrisikodatenbank.
Die CIFIN wurde 1981 von der Asociación Bancaria y de Entidades Financieras de Colombia gegründet, um Finanzinformationen von Privatpersonen und Unternehmen zu sammeln. 2012 wurde CIFIN von der Asociación getrennt und begann, eigenständig zu arbeiten. Im Jahr 2016 wurde CIFIN vom Informations- und Risikomanagementunternehmen TransUnion übernommen.
CIFIN bietet Kreditinformationen, die von Banken und Finanzinstituten verwendet werden, um die Kreditwürdigkeit von Kunden zu beurteilen. Neben Datacrédito ist CIFIN eine der führenden Kreditrisikodatenbanken in Kolumbien.